# Cantón de Le Puy-en-Velay-Norte
El cantón de Le Puy-en-Velay-Norte era una división administrativa francesa, que estaba situada en el departamento de Alto Loira y la región de Auvernia.

## Composición
El cantón estaba formado por seis comunas más una fracción de la comuna que le da su nombre:
- Aiguilhe
- Chadrac
- Chaspinhac
- Le Monteil
- Le Puy-en-Velay (fracción)
- Malrevers
- Polignac

## Supresión del cantón de Le Puy-en-Velay-Norte
En aplicación del Decreto nº 2014-162 de 17 de febrero de 2014, el cantón de Le Puy-en-Velay-Norte fue suprimido el 22 de marzo de 2015 y sus 7 comunas pasaron a formar parte; seis del nuevo cantón de Le-Puy-en-Velay-2 y una al nuevo cantón de Emblavez y Meygal.